# Mihai Covaliu
Mihai Claudiu Covaliu (Brașov, 5 de noviembre de 1977) es un deportista rumano que compitió en esgrima, especialista en la modalidad de sable.
Participó en cuatro Juegos Olímpicos de Verano, obteniendo en total dos medallas, oro en Sídney 2000 y bronce en Pekín 2008, ambas en la prueba individual, el cuarto lugar en Sídney 2000 (equipos), el séptimo en Atlanta 1996 (equipos) y el séptimo en Atenas 2004 (individual).
Ganó 4 medallas en el Campeonato Mundial de Esgrima entre los años 2001 y 2005, y 7 medallas en el Campeonato Europeo de Esgrima entre los años 1999 y 2008.

## Palmarés internacional
| Juegos Olímpicos   | Juegos Olímpicos       | Juegos Olímpicos  | Juegos Olímpicos  |
| Año                | Lugar                  | Medalla           | Prueba            |
| ------------------ | ---------------------- | ----------------- | ----------------- |
| 2000               | Sídney (Australia)     | Medalla de oro    | Sable individual  |
| 2008               | Pekín (China)          | Medalla de bronce | Sable individual  |
| Campeonato Mundial |                        |                   |                   |
| Año                | Lugar                  | Medalla           | Prueba            |
| 2001               | Nimes (Francia)        | Medalla de bronce | Sable por equipos |
| 2002               | Lisboa (Portugal)      | Medalla de bronce | Sable individual  |
| 2003               | La Habana (Cuba)       | Medalla de plata  | Sable individual  |
| 2005               | Leipzig (Alemania)     | Medalla de oro    | Sable individual  |
| Campeonato Europeo |                        |                   |                   |
| Año                | Lugar                  | Medalla           | Prueba            |
| 1999               | Bolzano (Italia)       | Medalla de plata  | Sable por equipos |
| 2001               | Coblenza (Alemania)    | Medalla de bronce | Sable individual  |
| 2002               | Moscú (Rusia)          | Medalla de bronce | Sable individual  |
| 2005               | Zalaegerszeg (Hungría) | Medalla de bronce | Sable por equipos |
| 2006               | Esmirna (Turquía)      | Medalla de oro    | Sable por equipos |
| 2007               | Gante (Bélgica)        | Medalla de bronce | Sable individual  |
| 2008               | Kiev (Ucrania)         | Medalla de bronce | Sable individual  |